# 布安-普吕穆瓦松
布安-普吕穆瓦松（法語：Bouin-Plumoison，法語發音：[bwɛ̃ plymwazɔ̃]）是法国上法蘭西大區加来海峡省的一个市镇，属于蒙特勒伊区。该市镇于1970年由原市镇布安（Bouin）和普吕穆瓦松（Plumoison）合并而成。

## 地理
布安-普吕穆瓦松（50°22'52"N, 1°59'29"E）面积6.22 平方千米，位于法国上法蘭西大區加来海峡省，该省份为法国北部沿海省份，西北濒北海，南至索姆省，东临北部省。
与布安-普吕穆瓦松接壤的市镇（或旧市镇、城区）包括：吉西、欧班圣瓦斯特、卡佩勒莱塞丹、马尔科内勒、穆里耶。
布安-普吕穆瓦松的时区为UTC+01:00、UTC+02:00（夏令时）。

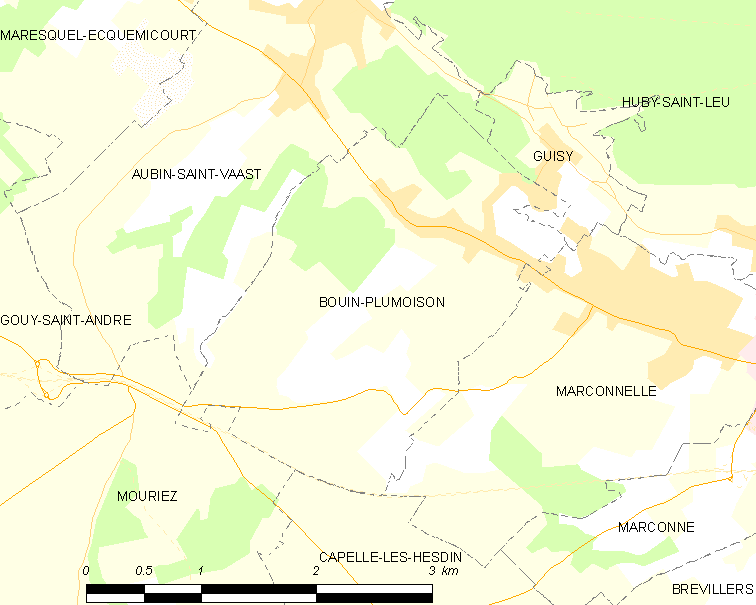
布安-普吕穆瓦松的OSM定位图

## 行政
布安-普吕穆瓦松的邮政编码为62140，INSEE市镇编码为62661。

## 政治
布安-普吕穆瓦松所属的省级选区为欧克西堡县。

## 人口

1962-2008年间布安-普吕穆瓦松人口变化图示

布安-普吕穆瓦松于2022年1月1日时的人口数量为511人。